# Cinematografia americană

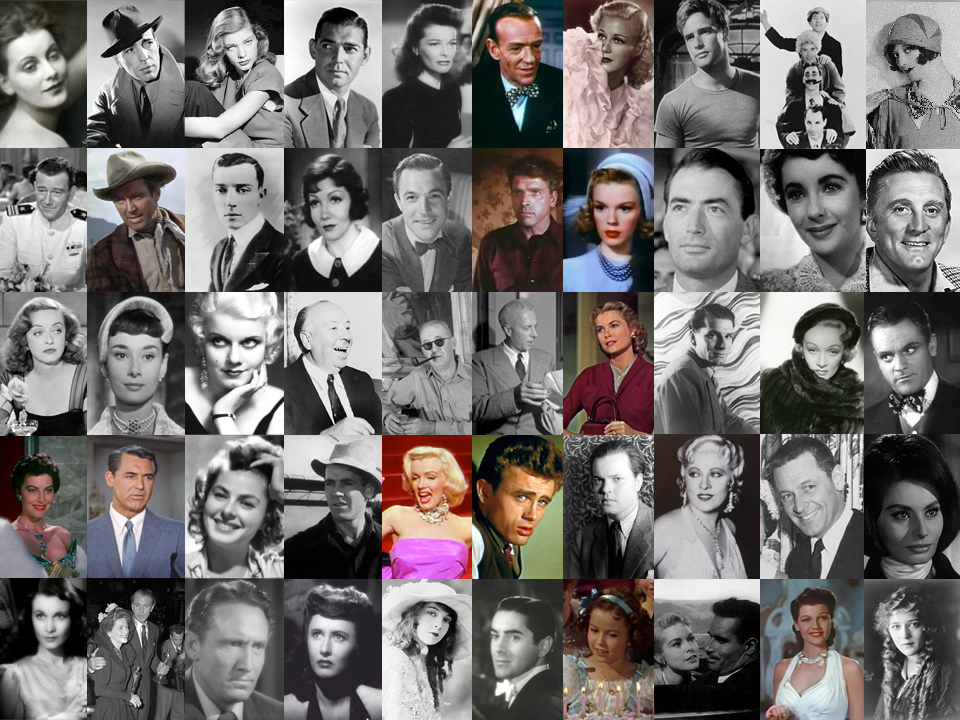
Golden Hollywood
(Primul rând, stânga-dreapta) Greta Garbo, Humphrey Bogart, Lauren Bacall, Clark Gable, Katharine Hepburn, Fred Astaire, Ginger Rogers, Marlon Brando, Marx Brothers, Joan Crawford
(Al doilea rând, stânga-dreapta) John Wayne, James Stewart, Buster Keaton, Claudette Colbert, Gene Kelly, Burt Lancaster, Judy Garland, Gregory Peck, Elizabeth Taylor, Kirk Douglas
(Al treilea rând, stânga-dreapta) Bette Davis, Audrey Hepburn, Jean Harlow, Alfred Hitchcock, John Ford, Howard Hawks, Grace Kelly, Laurence Olivier, Marlene Dietrich, James Cagney
(Al patrulea rând, stânga-dreapta) Ava Gardner, Cary Grant, Ingrid Bergman, Henry Fonda, Marilyn Monroe, James Dean, Orson Welles, Mae West, William Holden, Sophia Loren
(Al cincilea rând, stânga-dreapta) Vivien Leigh, Joan Fontaine șo Gary Cooper, Spencer Tracy, Barbara Stanwyck, Lillian Gish, Tyrone Power, Shirley Temple, Janet Leigh și Charlton Heston, Rita Hayworth, Mary Pickford

Cinematografia din Statele Unite (de multe ori, în general, menționată ca Hollywood) a avut un efect profund asupra cinematografiei din întreaga lume încă din secolul al XX-lea. Istoria sa este uneori împărțită în patru perioade principale: epoca filmului mut, epoca cinematografiei clasice de la Hollywood, Noul Hollywood și perioada contemporană. În timp ce frații Lumiere sunt, în general, considerați ca fiind cei care au creat cinematografia modernă, este de netăgăduit că cinematografia americană a devenit în curând forța dominantă în industria cinematografică în curs de dezvoltare. Începând cu anii 1920 și până în prezent, industria de film americană a avut încasări de bani mai mari decât a oricărei alte țări.
În 1878, Eadweard Muybridge a demonstrat puterea fotografiei de a captura mișcarea. În 1894, prima expoziție comercială  din lume de lume a avut loc la New York, pe baza Kinetoscopului inventat de Thomas Edison în 1888. În următoarele decenii, Statele Unite ale Americii au fost în prim-planul dezvoltării filmului sonor. Încă din secolul al XX-lea, industria de film din SUA a fost în mare parte bazată și în jurul districtului Hollywood, Los Angeles din California. Picture City, Florida a fost, de asemenea, un loc planificat pentru a fi un centru de producție al filmelor în anii 1920, dar din cauza uraganului Okeechobee din 1928, s-a renunțat la idee și Picture City a revenit la numele său original, Hobe Sound. Regizorul D. W. Griffith a fost esențial pentru dezvoltarea filmului. Cetățeanul Kane (1941) de Orson Welles este frecvent citat în sondajele criticii ca fiind cel mai mare film al tuturor timpurilor. Actori americani ai marelui ecran precum John Wayne și Marilyn Monroe au devenit figuri iconice, în timp ce producătorul/antreprenorul Walt Disney a fost un lider atât al filmului de animație cât și filmului mercantilizat. Cele mai mari studiouri de film de la Hollywood sunt cele care au produs filmele cu cel mai mare succes comercial din lume, cum ar fi Pe aripile vântului (1939), Star Wars (1977), Titanic (1997) și Avatar (2009). Astăzi, studiourile de film americane produc colectiv mai multe sute de filme în fiecare an, ceea ce face ca Statele Unite ale Americii să fie al treilea producător de filme cel mai prolific din lume.

## Vezi și
- Listă de actori americani